# Design
Design este un cuvânt de origine engleză care se pronunță [ pron. di-zain ] și care înseamnă proiect (plan), desen (de concepție), schiță (de concepție) produs pentru a arăta aspectul și funcțiunile unui obiect ori sistem (lucrările unei clădiri, îmbrăcăminte, ori altui obiect) înainte de a fi făcut. Folosirea termenului în domeniul desenului liber (artă) este forțată și deci nerecomandată.
A design is a plan or specification for the construction of an object or system or for the implementation of an activity or process, or the result of that plan or specification in the form of a prototype, product or process
Termenul de "design" a apărut in 1851, în legătură cu complicatele realități ale producției industriale. Este o concepție și o metodă de creație care urmărește să asigure fiecărui produs un înalt randament funcțional, însoțit de un aspect agreabil. În toate epocile de înflorire umană a existat o corelare între posibilitățile materiale, nivelul tehnologic, relațiile economice interne și externe, orizontul spiritual exprimat prin gustul artistic și capacitatea de creație. Mai mult chiar, tehnologul și artistul se confundau la început într-o singură persoană.
Arta, tehnica și știința nu sunt domenii incompatibile, contradictorii sau concurente, ci doar specifice și solidare. Ele se implică și se condiționează reciproc. Designerul știe că funcționalul, ergonomicul, esteticul și economicul conlucrează pentru a se ajunge la eficiență.
Unele designuri industriale au devenit cunoscute și „clasice”, putând fi considerate la fel de bine atât drept lucrări de artă, cât și drept lucrări de inginerie.

## Categorii de bază
- Imagine - idee sau concepție ideală
- Funcție - sarcina trebuie îndeplinită, având și rol de a însemna, semna sau desemna
- Morfologie - constituirea și structura în concordanță cu funcționalitatea

## Istoria designului
Istoria designului este o ramură modernă a istoriei artei care tratează începuturile și evoluția designului în sec. al XX-lea, în special în arhitectură, mobiliar, decorații interioare, îmbrăcăminte, arte grafice. 
Începuturile designului sunt legate de mișcarea artistică , stilul și școala germană Bauhaus (la 1919) și de curentul modernist din arhitectură, dar curând au apărut și designeri independenți care au conturat stilul produselor unor mari companii.

## Vezi și

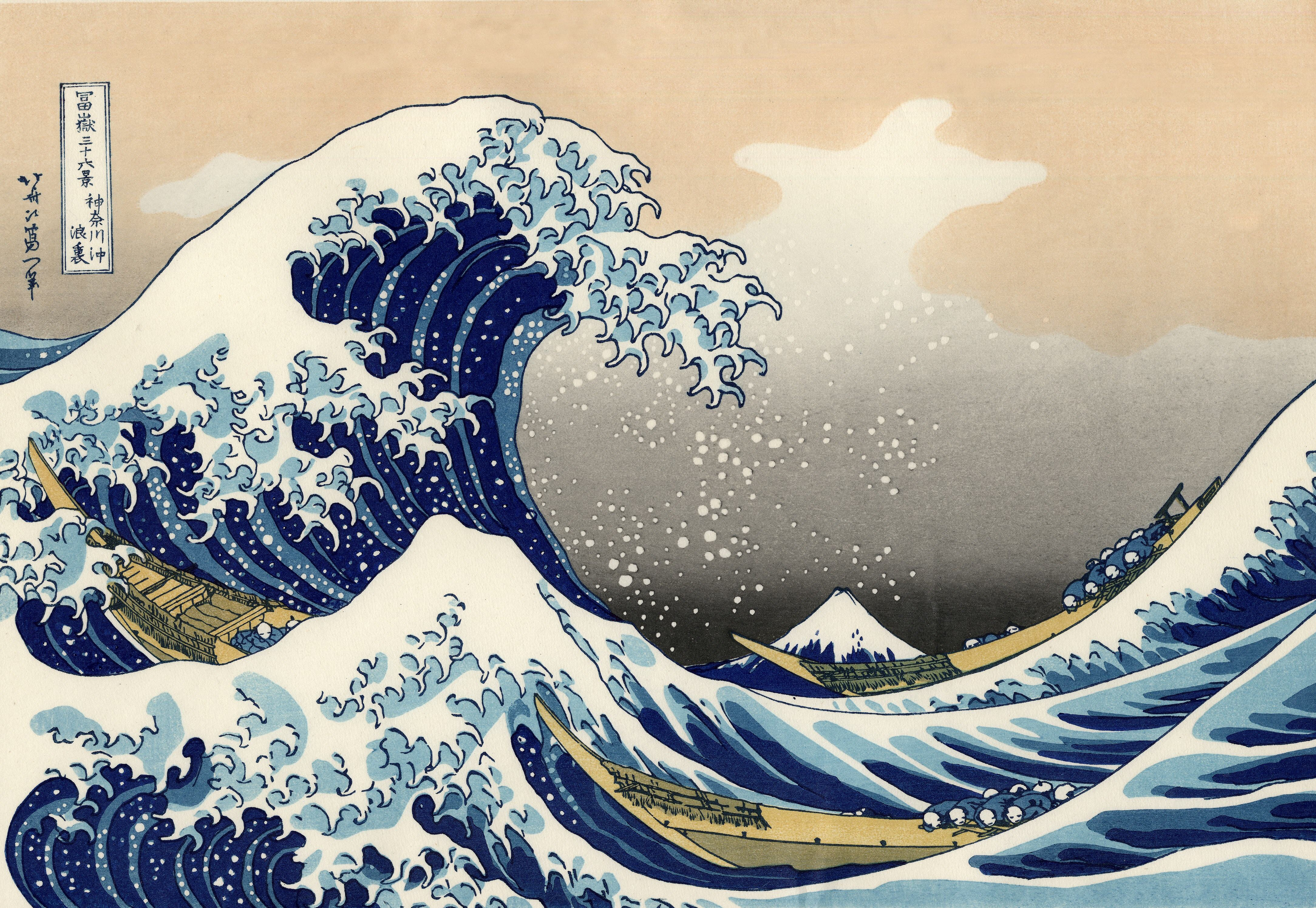
Design grafic japonez